# سفره‌ماهی پهن
سفره‌ماهی پهن یا سفره‌ماهی ملاقه‌ای (به انگلیسی: Panray) یک سرده، Zanobatus، از سفره‌ماهی‌هایی هستند که در بخش‌های ساحلی اقیانوس اطلس شرقی گرم، از مراکش تا آنگولا یافت می‌شوند. این سردهٔ تک‌نماد از خانواده Zanobatidae است که به‌طور سنتی در راسته لقمه‌ماهی‌سانان جای می‌گیرد، اما بر اساس شواهد ژنتیکی، اکنون در Rhinopristiformes یا آرایهٔ خواهری Rhinopristiformes جای دارد.
- سفره‌ماهی خالدار (Zanobatus maculatus) Séret، ۲۰۱۶
- سفره‌ماهی راه‌راه (Zanobatus schoenleinii) (JP Müller & Henle، ۱۸۴۱)